# Illice nigromaculata
Illice nigromaculata là một loài bướm đêm thuộc phân họ Arctiinae, họ Erebidae.